# Строкина, Анастасия Игоревна
Анастаси́я И́горевна Стро́кина (род. 27 августа 1984, Луостари) – российская детская писательница, прозаик, поэтесса, переводчик. Современный представитель жанра философская сказка. Член Союза писателей Москвы. Член гильдии «Мастера литературного перевода».

## Биография
Родилась 27 августа 1984 года в посёлке Луостари Мурманской области. В 2007 году Анастасия окончила литературный институт им. А. М. Горького.
В настоящее время аспирант Отдела литератур Европы и Америки новейшего времени Института мировой литературы имени А. М. Горького РАН. Автор научных работ по сравнительному литературоведению, сфера научных интересов – англоязычная поэзия, викторианская литература, художественный перевод.

## Творчество
Первой изданной публикацией стал перевод стихотворения Т. С. Элиота «Гус – театральный кот», вышедший в 2003 году в журнале «Нева».
Собственные произведения и переводы Строкиной выходили в журналах «Октябрь», «Юность», «Новая Юность», «Новый Берег», «Дружба народов», «Нева», «Иностранная литература», «Стороны света», «Континент», «Вопросы литературы», «Костёр», Subtropics (США) и Sent (Сербия).
Анастасия переводит поэзию и прозу с английского, итальянского, французского, датского языков.
Среди поэтических переводов - стихи Уильяма Блейка, Томаса Элиота, Уистена Одена, Кристины Россетти, Элизабет Сиддал, Томаса Кемпбелла, Зигфрида Сассуна, Йозефа Вайнхебера, Нормана Маккейга, Пии Тафдруп, Луиджи Соччи, Луизы Глюк.
Книги Анастасии Строкиной несколько раз входили в топ-листы международной книжной ярмарки «Нон-фикшн». Произведения переведены на английский, немецкий, итальянский, сербский, эстонский языки. "Кит плывет на север", "Бусина карманного карлика", "Совиный волк", "Чайковский. Торжество света", "Татьяна Маврина. Много всего кругом", "Держиоблако" находятся в фонде Международной молодёжной библиотеки (г. Мюнхен).
Дебютной книгой для детей в 2015 году стала повесть «Кит плывет на север», получившая положительные отзывы литературных критиков. Николай Александров так отозвался о её работе: «Пишет Строкина просто, честно и занимательно, то есть не исходит из идиотских псевдопедагогических представлений об особенностях детского сознания».
Книга стихов «Восемь минут», получила высокие оценки от Андрея Грицмана («Высокие темы раскрываются простыми словами»), Юрия Кублановского («Стихи Строкиной пронизаны искорками света – к ним хочется возвращаться в поисках культурного исцеления»), Алексея Цветкова («Неожиданность и живой взгляд – вот чем подкупают меня стихи Анастасии Строкиной»).
Строкина участвовала во всероссийских и международных литературных фестивалях и конгрессах переводчиков: Неделя детской книги в Лондоне, Международные книжные ярмарки в Белграде, Франкфурте, Болонье, Подгорице, Астане, Москве, фестиваль «Детские писатели вокруг «ДетГиза» и других.
Участник поэтической программы Шеймаса Хини в Белфасте и международного фестиваля детской книги в Москве. Многократный участник международного биеннале поэзии в Москве.
В 2019 году в издательстве Абрикобукс у Анастасии Строкиной вышел новый перевод сказки Ханса Кристиана Андерсена Дюймовочка. Критик и обозреватель детской литературы Марина Аромштам - о новом переводе: "И так нам нравилась Дюймовочка, так мы любили эту сказку и так к ней привыкли (с самого дошкольного детства), что не замечали некоторых странностей и несоответствий. Я, например, не замечала их до тех пор, пока не познакомилась с новым переводом "Дюймовочки", который сделала современная переводчица с датского Анастасия Строкина."
О вышедшей в 2020 году книге для детей «Девятая жизнь кота Нельсона», известный детский писатель и переводчик Михаил Яснов написал: «История, которую рассказывает Анастасия Строкина, загадочная, даже невероятная: старый дворовый кот, сочиняющий странноватые песни, и маленький герой книги путешествуют по любимому городу, обмениваются впечатлениями и рассуждают о жизни. И вроде бы все просто, но от этой истории остается ощущение теплоты и радости».

## Библиография

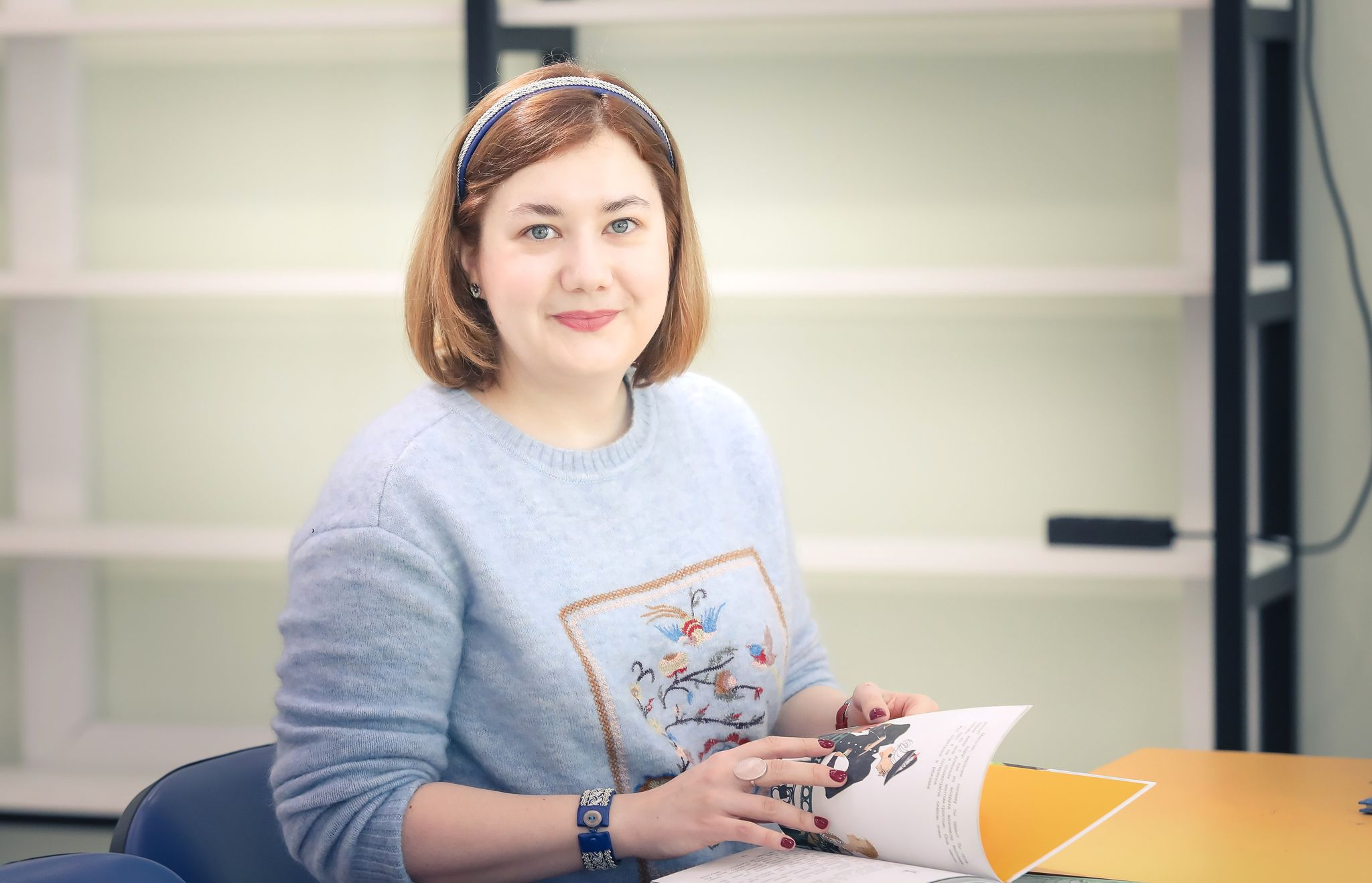
Встреча с писателем Анастасией Строкиной в РГДБ. 2020.

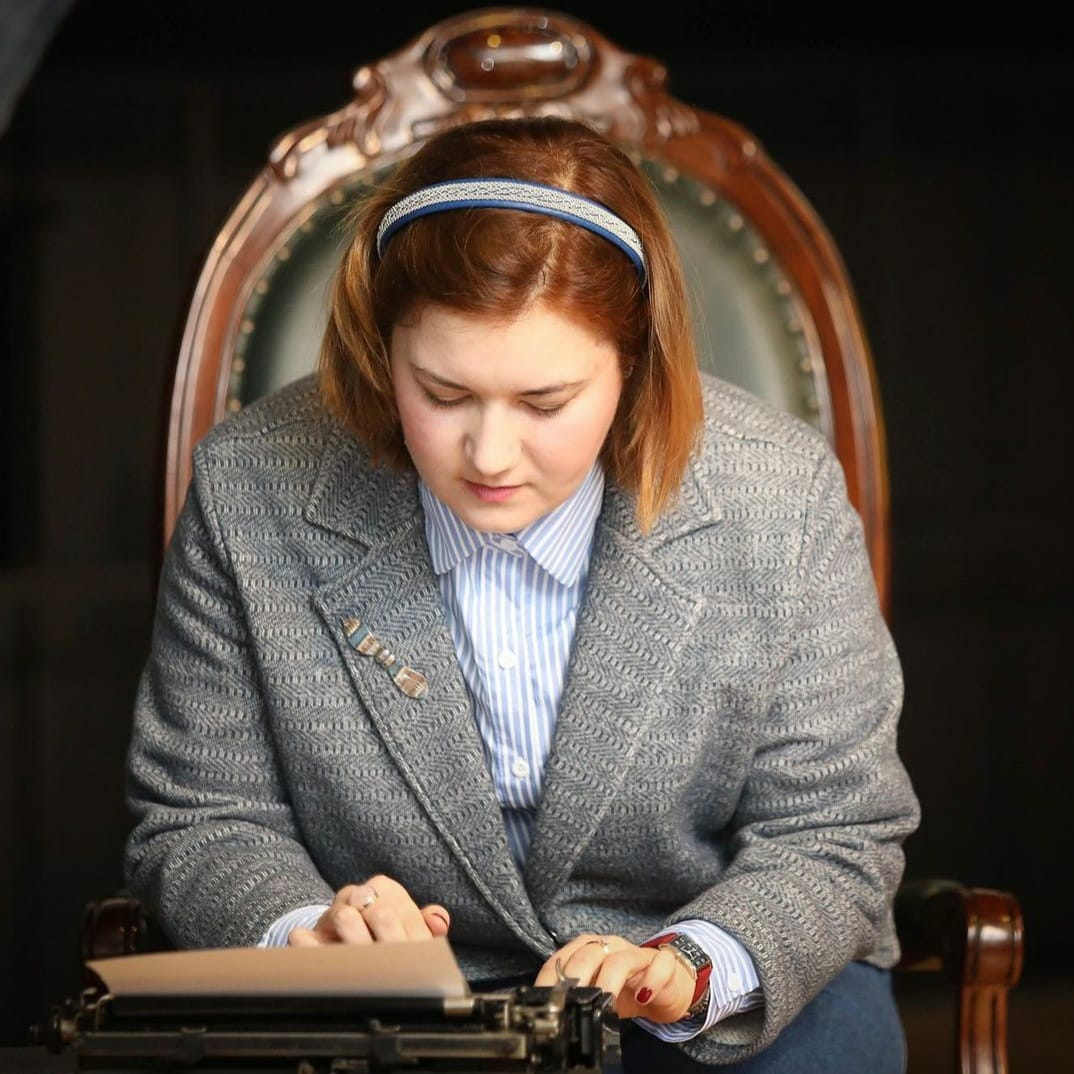
Анастасия Строкина на премии "Большая сказка"

## Премии и награды
- Шорт-лист Международного Волошинского конкурса в номинации «Поэзия» (2013)[35]
- Лауреат Международного Волошинского конкурса в номинации «Рукопись неопубликованной книги» (2014)
- Дважды дипломант международной детской литературной премии имени В. П. Крапивина (2014, 2018)[36]
- Лауреат всероссийской премии на лучшее произведение для детей и юношества «Книгуру» (2015)[37]
- Шорт-лист премии «Дебют» в номинации «Поэзия» (2015)[38]
- «Кит плывет на север» - лучшая книга международной книжной выставки "Тарки-Тау". Махачкала. (2015)
- Победитель конкурсов Британского совета на лучший перевод английской поэзии (2015, 2017)
- Топ-лист международной книжной ярмарки «Нон-фикшн» (2015, 2016, 2018)
- Лауреат премии «Новая детская книга» в номинации «Родная природа» (2016)[39]
- Лауреат премии для переводчиков имени Соломона Апта за переводы поэзии с датского и английского языков (2017)
- Open Eurasian Literary Festival & Book Forum, short list: prose (2018)[40]
- Лауреат Общероссийской литературной премии «Дальний Восток» имени В. К. Арсеньева в номинации «Детская проза» (2019)[41]
- Обладатель знака «Нравится детям ленинградской области» (2018 за повесть «Совиный волк», 2020 за перевод сказки «Дюймовочка», 2021 за философскую сказку «Держиоблако»)[42][43][44]
- Шорт-лист литературной премии «Большая сказка» имени Э.Успенского (2020,2023)[45]
- Номинация от России на международную литературную премию памяти Астрид Линдгрен 2022 (швед. Litteraturpriset till Astrid Lindgrens minne)[46][47]
- Шорт-лист премии «Мастер» в номинации "Детская литература" (2021 за перевод с англ. языка книги К.Дрюри "Последний бумажный журавлик")[48]
- Шорт-лист Национального конкурса «Книга года - 2023» в номинации "Детям XXI века"
- Лауреат литературной премии Южной Осетии "Буламаргъ"(2022)

###### Анастасия Строкина в социальных сетях:
- Facebook
- Instagram
- YouTube
- Вконтакте

###### Другие ссылки:
- Анастасия Строкина на сайте Журнальный зал
- Анастасия Строкина на сайте ПроДетЛит
- Анастасия Строкина в передаче «Игра в бисер» с Игорем Волгиным на телеканале «Культура